# Kup Vojka Herksela
Kup Vojka Herksela, poznat i kao WABA Cup, odnosno Kup regionalne lige je bilo košarkaško natjecanje klubova iz današnje Međunarodne ženske regionalne košarkaške lige između 2006. i 2010. godine. Natjecanje je počelo pod nazivom WABA Cup, ali je potom promijenjeno u Kup Vojka Herksela, u čast preminulom košarkaškom djelatniku Vojku Herkselu. Najuspješnija momčad je bila hrvatska ekipa Šibenika.

## Završnice
| godina | mjesto       | pobjednik                 | rez.  | poraženi                  |
| ------ | ------------ | ------------------------- | ----- | ------------------------- |
| 2006.  |              | Šibenik Jolly             | 72:69 | Gospić                    |
| 2007.  | Bijelo Polje | Šibenik Jolly JBS         |       | Gospić Croatia Osiguranje |
| 2008.  | Šibenik      | Gospić Croatia Osiguranje | 77:74 | Šibenik Jolly             |
| 2009.  | Gospić       | Šibenik Jolly JBS         | 85:75 | Gospić Croatia Osiguranje |
| 2010.  | Gospić       | Šibenik Jolly JBS         | 85:69 | Gospić                    |

## Poveznice
- MŽRKL liga